# Surgeon General of the United States

Flagge des Surgeon General

Logo des US Public Health Service

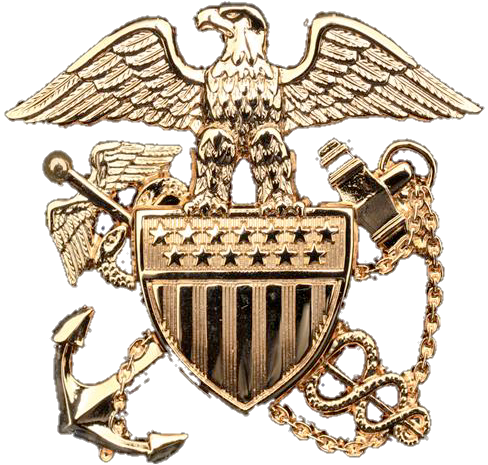
Mützenabzeichen des US Public Health Service

Der Surgeon General of the United States (deutsch Sanitätsinspekteur der Vereinigten Staaten) ist eine Leitungsfunktion des United States Public Health Service und gilt als die Person, die zu allen Angelegenheiten des öffentlichen Gesundheitsdienstes gegenüber der Regierung der Vereinigten Staaten Stellung nimmt. Er wird vom Präsidenten ernannt und vom Senat für eine jeweils vierjährige Amtsperiode bestätigt. Der Surgeon General untersteht dem United States Assistant Secretary for Health, einem hohen Beamten im US-Gesundheitsministerium.
Diese berufliche Position leitet das Public Health Service Commissioned Corps im Dienstgrad eines Vizeadmiral, zu dem ca. 6.000 Personen gehören und das ein Teil des United States Public Health Service ist. Mitglieder dieses Korps sind ständig in Rufbereitschaft und können vom Gesundheitsminister oder seinem Vertreter bei Notständen auf dem Gebiet des Gesundheitswesens eingesetzt werden.
Der Surgeon General ist ferner für die Vergabe von Orden und Ehrenzeichen für Verdienste um den öffentlichen Gesundheitsdienst verantwortlich. Außerdem ist er für die Aufklärung der Bevölkerung über Krankheiten und gesunde Lebensweise zuständig, so werden von ihm z. B. auch Warnhinweise für Zigarettenschachteln – z. B. „Surgeon General’s Warning: Smoking Causes Lung Cancer, Heart Disease, Emphysema, And May Complicate Pregnancy“ – oder alkoholische Getränke veröffentlicht.
Einen Surgeon General gibt es darüber hinaus für jeden Bereich der Teilstreitkräfte. Der Sanitätsdienst des amerikanischen Militärs ist dezentral strukturiert und jede Teilstreitkraft besitzt einen eigenen Sanitätsdienst. Diese Organisationsform entspricht der der Wehrmacht und der Bundeswehr bis 2000. Dem Surgeon General entsprachen die Generalärzte bei Heer und Luftwaffe sowie der Admiralarzt der Marine.
Das Abzeichen reflektiert die moderne Verwendung des Hermesstabes (lat. caduceus), anstatt des Äskulapstabes, als Symbol der Medizin in den Vereinigten Staaten, da er die Marke eines weit bekannten medizinischen Verlags des 19. Jahrhunderts war, und Anfang des 20. Jahrhunderts als Symbol des U.S. Army Medical Corps eingeführt wurde.

## Surgeons General of the United States
| Dienstgrad und Name                                              | Bild | Amtszeit                            | Ernannt von                        |
| ---------------------------------------------------------------- | ---- | ----------------------------------- | ---------------------------------- |
| John Maynard Woodworth                                           |      | 29. März 1871–14. März 1879         | Ulysses S. Grant                   |
| Vizeadmiral John B. Hamilton                                     |      | 3. April 1879–1. Juni 1891          | Rutherford B. Hayes                |
| Vizeadmiral Walter Wyman                                         |      | 1. Juni 1891–21. November 1911      | Benjamin Harrison                  |
| Vizeadmiral Rupert Blue                                          |      | 13. Januar 1912–3. März 1920        | William Howard Taft                |
| Vizeadmiral Hugh S. Cumming                                      |      | 3. März 1920–31. Januar 1936        | Warren G. Harding, Calvin Coolidge |
| Vizeadmiral Thomas Parran Jr.                                    |      | 6. April 1936–6. April 1948         | Franklin D. Roosevelt              |
| Vizeadmiral Leonard A. Scheele                                   |      | 6. April 1948–8. August 1956        | Harry S. Truman                    |
| Vizeadmiral Leroy Edgar Burney                                   |      | 1. August 1956–29. Januar 1961      | Dwight D. Eisenhower               |
| Vizeadmiral Luther Leonidas Terry                                |      | 2. März 1961–1. Oktober 1965        | John F. Kennedy                    |
| Vizeadmiral William H. Stewart                                   |      | 1. Oktober 1965–1. August 1969      | Lyndon B. Johnson                  |
| Vizeadmiral Jesse Leonard Steinfeld                              |      | 18. Dezember 1969–30. Juni 1973     | Richard Nixon                      |
| Konteradmiral (Rear Admiral) Paul Ehrlich Jr. (geschäftsführend) |      | 1. Juli 1973–13. Juli 1977          | Richard Nixon                      |
| Vizeadmiral Julius B. Richmond                                   |      | 13. Juli 1977–14. Mai 1981          | Jimmy Carter                       |
| Konteradmiral Edward Brandt (geschäftsführend)                   |      | 14. Mai 1981–21. Januar 1982        | Ronald Reagan                      |
| Vizeadmiral C. Everett Koop                                      |      | 21. Januar 1982–1. Oktober 1989     | Ronald Reagan                      |
| Konteradmiral James O. Mason (geschäftsführend)                  |      | 1. Oktober 1989–9. März 1990        | George Bush                        |
| Vizeadmiral Antonia Novello                                      |      | 9. März 1990–30. Juni 1993          | George Bush                        |
| Konteradmiral Robert A. Whitney (geschäftsführend)               |      | 1. Juli 1993–8. September 1993      | Bill Clinton                       |
| Vizeadmiral Joycelyn Elders                                      |      | 8. September 1993–31. Dezember 1994 | Bill Clinton                       |
| Konteradmiral Audrey F. Manley (geschäftsführend)                |      | 1. Januar 1995–1. Juli 1997         | Bill Clinton                       |
| Admiral David Satcher                                            |      | 13. Februar 1998–5. August 2002     | Bill Clinton                       |
| Konteradmiral Kenneth P. Moritsugu (geschäftsführend)            |      | 13. Februar 2002–4. August 2002     | George W. Bush                     |
| Vizeadmiral Richard Carmona                                      |      | 5. August 2002–31. Juli 2006        | George W. Bush                     |
| Konteradmiral Kenneth P. Moritsugu (geschäftsführend)            |      | 1. August 2006–30. September 2007   | George W. Bush                     |
| Konteradmiral Steven K. Galson (geschäftsführend)                |      | 1. Oktober 2007–1. Oktober 2009     | George W. Bush                     |
| Konteradmiral Donald L. Weaver (geschäftsführend)                |      | 1. Oktober 2009–10. Januar 2010     | Barack Obama                       |
| Vizeadmiral Regina Benjamin                                      |      | 3. November 2009–16. Juli 2013      | Barack Obama                       |
| Konteradmiral Boris Lushniak (geschäftsführend)                  |      | 17. Juli 2013–18. Dezember 2014     | Barack Obama                       |
| Vizeadmiral Vivek Murthy                                         |      | 18. Dezember 2014–21. April 2017    | Barack Obama                       |
| Konteradmiral Sylvia Trent-Adams (geschäftsführend)              |      | 21. April 2017–5. September 2017    | Donald Trump                       |
| Vizeadmiral Jerome Adams                                         |      | 5. September 2017–21. Januar 2021   | Donald Trump                       |
| Vizeadmiral Susan Orsega (geschäftsführend)                      |      | 20. Januar 2021 – 24. März 2021     | Joe Biden                          |
| Vizeadmiral Vivek Murthy                                         |      | 24. März 2021 – 20. Januar 2025     | Joe Biden                          |
| Vizeadmiral Denise Hinton (geschäftsführend)                     |      | 20. Januar 2025 –                   | Donald Trump                       |

## Vergleichbarkeit zu anderen Streitkräften
Sein militärischer Rang ist mit dem eines Vizeadmirals in einigen NATO-Mitgliedsländern äquivalent.
In der Bundeswehr ist der Rang vergleichbar dem Generaloberstabsarzt bzw. Admiraloberstabsarzt. Eine vergleichbare Dienststellung ist in Deutschland nicht vorhanden.